# Afrikaans kampioenschap voetbal 2006
De Afrika Cup 2006 was de 25e editie van de Afrika Cup, het kampioenschap voor nationale voetbalelftallen. Het vond van 20 januari tot en met 10 februari voor de vierde keer plaats in Egypte. Er werd in zes stadion in vier steden gespeeld. Egypte (gastland) en Tunesië (titelverdediger)
Voor de elfde keer in de geschiedenis van de Afrika Cup werd het toernooi werd gewonnen door het gastland, voor de derde keer door Egypte na 1959 en 1986. Egypte was het eerste land dat voor de vijfde keer de Afrika Cup; het won in de finale, na strafschoppen, van Ivoorkust.
Samuel Eto'o (Kameroen) werd met vijf doelpunten topscorer van de Afrika Cup 2006.

## Kwalificatie

### Gekwalificeerde landen

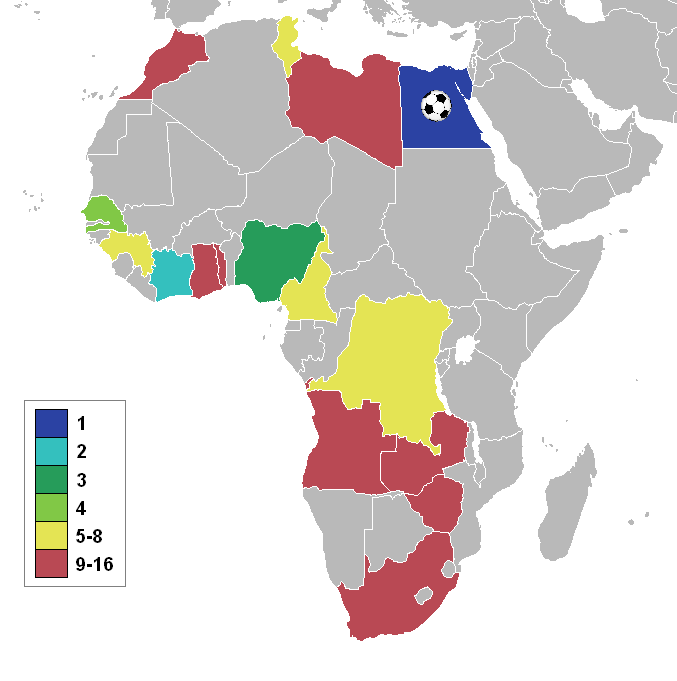
Deelnemende landen

| Land           | Aantal deelnames | Deelnames op rij | Vorige deelname |
| -------------- | ---------------- | ---------------- | --------------- |
| Angola         | 3e               | 1                | 1998            |
| Congo-Kinshasa | 15e              | 8                | 2004            |
| Egypte         | 20e              | 12               | 2004            |
| Ghana          | 15e              | 1                | 2002            |
| Guinee         | 8e               | 2                | 2004            |
| Ivoorkust      | 16e              | 1                | 2002            |
| Kameroen       | 14e              | 6                | 2004            |
| Libië          | 2e               | 1                | 1982            |
| Marokko        | 12e              | 5                | 2004            |
| Nigeria        | 14e              | 4                | 2004            |
| Senegal        | 10e              | 4                | 2004            |
| Togo           | 5e               | 1                | 2002            |
| Tunesië        | 12e              | 7                | 2004            |
| Zambia         | 12e              | 1                | 2002            |
| Zimbabwe       | 2e               | 2                | 2004            |
| Zuid-Afrika    | 6e               | 6                | 2004            |

## Speelsteden en stadions
| Caïro                                            | Caïro                                                | · Caïro Alexandrië Ismaïlia Port Said | Alexandrië                             |
| ------------------------------------------------ | ---------------------------------------------------- | ------------------------------------- | -------------------------------------- |
| Caïro International Stadion (capaciteit: 74.100) | Cairo Militaire Academie Stadion (capaciteit:25.500) | · Caïro Alexandrië Ismaïlia Port Said | Alexandrië Stadion (capaciteit:21.650) |
|                                                  |                                                      | · Caïro Alexandrië Ismaïlia Port Said |                                        |
| Harras El-Hedoud Stadion (capaciteit: 21.650)    |                                                      | · Caïro Alexandrië Ismaïlia Port Said |                                        |
| Ismaïlia                                         |                                                      | · Caïro Alexandrië Ismaïlia Port Said |                                        |
| Ismaïlia Stadion (capaciteit: 16.606)            |                                                      | · Caïro Alexandrië Ismaïlia Port Said |                                        |
| Port Said                                        |                                                      | · Caïro Alexandrië Ismaïlia Port Said |                                        |
| Port Said Stadion (capaciteit: 24.060)           |                                                      | · Caïro Alexandrië Ismaïlia Port Said |                                        |

## Scheidsrechters
| Naam                 | Geboren    | Duels | Kreeg geel | Kreeg voor de tweede keer geel en dus rood | Weggestuurd |
| -------------------- | ---------- | ----- | ---------- | ------------------------------------------ | ----------- |
| Koman Coulibaly      | 04/07/1970 | 3     | 9          | -                                          | 1           |
| Mourad Daami         | 15/08/1962 | 3     | 9          | -                                          | -           |
| Jerome Damon         | 04/04/1972 | 3     | 6          | -                                          | -           |
| Eddy Maillet         | 19/10/1967 | 3     | 12         | -                                          | -           |
| Esam Abd El Fatah    | 30/12/1965 | 2     | 6          | -                                          | -           |
| Coffi Codjia         | 09/12/1967 | 2     | 6          | -                                          | -           |
| Abderrahim El-Arjoun | 18/07/1963 | 2     | 2          | 1                                          | 2           |
| Divine Evehe         | 24/10/1964 | 2     | 3          | -                                          | -           |
| Mohamed Guezzaz      | 01/10/1962 | 2     | 7          | -                                          | -           |
| Shamsul Maidin       | 16/04/1966 | 2     | 10         | 1                                          | -           |
| Modou Sowe           | 25/11/1963 | 2     | 8          | -                                          | -           |
| Khalid Abdel Rahman  | 16/01/1968 | 1     | 2          | -                                          | -           |
| Mohamed Benouza      | 26/09/1972 | 1     | 3          | -                                          | -           |
| Badara Diatta        | 02/08/1969 | 1     | 4          | -                                          | 1           |
| Emmanuel Imiere      | 27/04/1965 | 1     | 4          | -                                          | -           |
| René Louzaya         | 14/11/1970 | 1     | 1          | -                                          | -           |
| Lassina Pare         | 27/08/1964 | 1     | 7          | 1                                          | -           |
| Totaal               | Totaal     | 32    | 99         | 3                                          | 4           |

## Groepsfase

### Groep A
| Land      | Wed | Win | Gel | Ver | DV | DT | +/− | Pnt |
| --------- | --- | --- | --- | --- | -- | -- | --- | --- |
| Egypte    | 3   | 2   | 1   | 0   | 6  | 1  | +5  | 7   |
| Ivoorkust | 3   | 2   | 0   | 1   | 4  | 4  | 0   | 6   |
| Marokko   | 3   | 0   | 2   | 1   | 0  | 1  | –1  | 2   |
| Libië     | 3   | 0   | 1   | 2   | 1  | 5  | –4  | 1   |

|                                          |                                      |       |       |                                                                                 |
| 20 januari 2006 «onderlinge duels» 19:00 | Egypte                               | 3 – 0 | Libië | Cairo International Stadium, Caïro Scheidsrechter: Lassina Paré ( Burkina Faso) |
| 20 januari 2006 «onderlinge duels» 19:00 | Mido 18' Aboutrika 22' A. Hassan 78' |       |       | Cairo International Stadium, Caïro Scheidsrechter: Lassina Paré ( Burkina Faso) |

|                                          |         |            |           |                                                                                |
| 21 januari 2006 «onderlinge duels» 14:00 | Marokko | 0 – 1      | Ivoorkust | Cairo International Stadium, Caïro Scheidsrechter: Jérôme Damon ( Zuid-Afrika) |
| 21 januari 2006 «onderlinge duels» 14:00 |         | Drogba 39' |           | Cairo International Stadium, Caïro Scheidsrechter: Jérôme Damon ( Zuid-Afrika) |

|                                          |           |       |                         |                                                                                |
| 24 januari 2006 «onderlinge duels» 17:15 | Libië     | 1 – 2 | Ivoorkust               | Cairo International Stadium, Caïro Scheidsrechter: Shamsul Maidin ( Singapore) |
| 24 januari 2006 «onderlinge duels» 17:15 | Kames 42' |       | Drogba 10' Y. Touré 74' | Cairo International Stadium, Caïro Scheidsrechter: Shamsul Maidin ( Singapore) |

|                                          |        |       |         |                                                                          |
| 24 januari 2006 «onderlinge duels» 20:00 | Egypte | 0 – 0 | Marokko | Cairo International Stadium, Caïro Scheidsrechter: Coffi Codjia ( Benin) |
| 24 januari 2006 «onderlinge duels» 20:00 |        |       |         | Cairo International Stadium, Caïro Scheidsrechter: Coffi Codjia ( Benin) |

|                                          |                              |       |             |                                                                               |
| 28 januari 2006 «onderlinge duels» 19:00 | Egypte                       | 3 – 1 | Ivoorkust   | Cairo International Stadium, Caïro Scheidsrechter: Eddy Maillet ( Seychellen) |
| 28 januari 2006 «onderlinge duels» 19:00 | Moteab 8', 69' Aboutrika 61' |       | A. Koné 43' | Cairo International Stadium, Caïro Scheidsrechter: Eddy Maillet ( Seychellen) |

|                                          |       |       |         |                                                                                 |
| 28 januari 2006 «onderlinge duels» 19:00 | Libië | 0 – 0 | Marokko | Cairo Militaire Academie Stadion, Caïro Scheidsrechter: Mourad Daami ( Tunesië) |
| 28 januari 2006 «onderlinge duels» 19:00 |       |       |         | Cairo Militaire Academie Stadion, Caïro Scheidsrechter: Mourad Daami ( Tunesië) |

### Groep B
| Land           | Wed | Win | Gel | Ver | DV | DT | +/− | Pnt |
| -------------- | --- | --- | --- | --- | -- | -- | --- | --- |
| Kameroen       | 3   | 3   | 0   | 0   | 7  | 1  | +6  | 9   |
| Congo-Kinshasa | 3   | 1   | 1   | 1   | 2  | 2  | 0   | 4   |
| Angola         | 3   | 1   | 1   | 1   | 4  | 5  | –1  | 4   |
| Togo           | 3   | 0   | 0   | 3   | 2  | 7  | –5  | 0   |

|                                          |                     |       |                   |                                                                                  |
| 21 januari 2006 «onderlinge duels» 17:15 | Kameroen            | 3 – 1 | Angola            | Cairo Military Academy Stadium, Caïro Scheidsrechter: Mohamed Guezzaz ( Marokko) |
| 21 januari 2006 «onderlinge duels» 17:15 | Eto'o 20', 39', 78' |       | Flávio 31' (pen.) | Cairo Military Academy Stadium, Caïro Scheidsrechter: Mohamed Guezzaz ( Marokko) |

|                                          |      |                      |                |                                                                               |
| 21 januari 2006 «onderlinge duels» 20:00 | Togo | 0 – 2                | Congo-Kinshasa | Cairo Military Academy Stadium, Caïro Scheidsrechter: Mourad Daami ( Tunesië) |
| 21 januari 2006 «onderlinge duels» 20:00 |      | Mputu 45' LuaLua 64' |                | Cairo Military Academy Stadium, Caïro Scheidsrechter: Mourad Daami ( Tunesië) |

|                                          |        |       |                |                                                                                |
| 25 januari 2006 «onderlinge duels» 17:15 | Angola | 0 – 0 | Congo-Kinshasa | Cairo Military Academy Stadium, Caïro Scheidsrechter: Badara Diatta ( Senegal) |
| 25 januari 2006 «onderlinge duels» 17:15 |        |       |                | Cairo Military Academy Stadium, Caïro Scheidsrechter: Badara Diatta ( Senegal) |

|                                          |                      |       |      |                                                                            |
| 25 januari 2006 «onderlinge duels» 20:00 | Kameroen             | 2 – 0 | Togo | Cairo Military Academy Stadium, Caïro Scheidsrechter: Modou Sowe ( Gambia) |
| 25 januari 2006 «onderlinge duels» 20:00 | Eto'o 68' Meyong 85' |       |      | Cairo Military Academy Stadium, Caïro Scheidsrechter: Modou Sowe ( Gambia) |

|                                          |                            |       |                            |                                                                                     |
| 29 januari 2006 «onderlinge duels» 19:00 | Angola                     | 3 – 2 | Togo                       | Cairo International Stadium, Caïro Scheidsrechter: Abderrahim Al-Arjoune ( Marokko) |
| 29 januari 2006 «onderlinge duels» 19:00 | Flávio 9', 38' Maurito 86' |       | Kader 24' Cherif Touré 67' | Cairo International Stadium, Caïro Scheidsrechter: Abderrahim Al-Arjoune ( Marokko) |

|                                          |                      |       |                |                                                                               |
| 29 januari 2006 «onderlinge duels» 19:00 | Kameroen             | 2 – 0 | Congo-Kinshasa | Cairo Military Academy Stadium, Caïro Scheidsrechter: Koman Coulibaly ( Mali) |
| 29 januari 2006 «onderlinge duels» 19:00 | Geremi 31' Eto'o 33' |       |                | Cairo Military Academy Stadium, Caïro Scheidsrechter: Koman Coulibaly ( Mali) |

### Groep C
| Land        | Wed | Win | Gel | Ver | DV | DT | +/− | Pnt |
| ----------- | --- | --- | --- | --- | -- | -- | --- | --- |
| Guinee      | 3   | 3   | 0   | 0   | 7  | 1  | +6  | 9   |
| Tunesië     | 3   | 2   | 0   | 1   | 6  | 4  | +2  | 6   |
| Zambia      | 3   | 1   | 0   | 2   | 3  | 6  | –3  | 3   |
| Zuid-Afrika | 3   | 0   | 0   | 3   | 0  | 5  | –5  | 0   |

|                                          |                                         |       |             |                                                                                 |
| 22 januari 2006 «onderlinge duels» 17:15 | Tunesië                                 | 4 − 1 | Zambia      | Harras El-Hedoud Stadium, Alexandrië Scheidsrechter: Eddy Maillet ( Seychellen) |
| 22 januari 2006 «onderlinge duels» 17:15 | dos Santos 35', 82', 90+3' Bouazizi 53' |       | Chamanga 9' | Harras El-Hedoud Stadium, Alexandrië Scheidsrechter: Eddy Maillet ( Seychellen) |

|                                          |             |                                 |        |                                                                                  |
| 22 januari 2006 «onderlinge duels» 20:00 | Zuid-Afrika | 0 – 2                           | Guinee | Harras El-Hedoud Stadium, Alexandrië Scheidsrechter: Mohamed Benouza ( Algerije) |
| 22 januari 2006 «onderlinge duels» 20:00 |             | S. Bangoura 78' O. Bangoura 88' |        | Harras El-Hedoud Stadium, Alexandrië Scheidsrechter: Mohamed Benouza ( Algerije) |

|                                          |          |       |                             |                                                                                 |
| 26 januari 2006 «onderlinge duels» 17:15 | Zambia   | 1 – 2 | Guinee                      | Harras El-Hedoud Stadium, Alexandrië Scheidsrechter: Emmanuel Imiere ( Nigeria) |
| 26 januari 2006 «onderlinge duels» 17:15 | Tana 33' |       | Feindouno 73' (pen.), 90+1' | Harras El-Hedoud Stadium, Alexandrië Scheidsrechter: Emmanuel Imiere ( Nigeria) |

|                                          |                               |       |             |                                                                               |
| 26 januari 2006 «onderlinge duels» 20:00 | Tunesië                       | 2 – 0 | Zuid-Afrika | Harras El-Hedoud Stadium, Alexandrië Scheidsrechter: Evehe Divine ( Kameroen) |
| 26 januari 2006 «onderlinge duels» 20:00 | dos Santos 32' Ben Achour 58' |       |             | Harras El-Hedoud Stadium, Alexandrië Scheidsrechter: Evehe Divine ( Kameroen) |

|                                          |         |                                             |        |                                                                                  |
| 30 januari 2006 «onderlinge duels» 19:00 | Tunesië | 0 – 3                                       | Guinee | Harras El-Hedoud Stadium, Alexandrië Scheidsrechter: Shamsul Maidin ( Singapore) |
| 30 januari 2006 «onderlinge duels» 19:00 |         | O. Bangoura 16' Feindouno 70' Diawara 90+1' |        | Harras El-Hedoud Stadium, Alexandrië Scheidsrechter: Shamsul Maidin ( Singapore) |

|                                          |                |       |             |                                                                             |
| 30 januari 2006 «onderlinge duels» 19:00 | Zambia         | 1 – 0 | Zuid-Afrika | Alexandrië Stadium, Alexandrië Scheidsrechter: Essam Abd El Fatah ( Egypte) |
| 30 januari 2006 «onderlinge duels» 19:00 | C. Katongo 75' |       |             | Alexandrië Stadium, Alexandrië Scheidsrechter: Essam Abd El Fatah ( Egypte) |

### Groep D
| Land     | Wed | Win | Gel | Ver | DV | DT | +/− | Pnt |
| -------- | --- | --- | --- | --- | -- | -- | --- | --- |
| Nigeria  | 3   | 3   | 0   | 0   | 5  | 1  | +4  | 9   |
| Senegal  | 3   | 1   | 0   | 2   | 3  | 3  | 0   | 3   |
| Ghana    | 3   | 1   | 0   | 2   | 2  | 3  | –1  | 3   |
| Zimbabwe | 3   | 1   | 0   | 2   | 2  | 5  | –3  | 3   |

|                                          |           |       |       |                                                                           |
| 23 januari 2006 «onderlinge duels» 17:15 | Nigeria   | 1 – 0 | Ghana | Port Said Stadium, Port Said Scheidsrechter: Essam Abd El Fatah ( Egypte) |
| 23 januari 2006 «onderlinge duels» 17:15 | Taiwo 85' |       |       | Port Said Stadium, Port Said Scheidsrechter: Essam Abd El Fatah ( Egypte) |

|                                          |          |                      |         |                                                                            |
| 23 januari 2006 «onderlinge duels» 20:00 | Zimbabwe | 0 – 2                | Senegal | Port Said Stadium, Port Said Scheidsrechter: Khalid Abdel Rahman ( Soedan) |
| 23 januari 2006 «onderlinge duels» 20:00 |          | H. Camara 59' Ba 80' |         | Port Said Stadium, Port Said Scheidsrechter: Khalid Abdel Rahman ( Soedan) |

|                                          |           |       |         |                                                                               |
| 27 januari 2006 «onderlinge duels» 17:15 | Ghana     | 1 – 0 | Senegal | Port Said Stadium, Port Said Scheidsrechter: Abderrahim Al-Arjoune ( Marokko) |
| 27 januari 2006 «onderlinge duels» 17:15 | Amoah 13' |       |         | Port Said Stadium, Port Said Scheidsrechter: Abderrahim Al-Arjoune ( Marokko) |

|                                          |                     |       |          |                                                                      |
| 27 januari 2006 «onderlinge duels» 20:00 | Nigeria             | 2 – 0 | Zimbabwe | Port Said Stadium, Port Said Scheidsrechter: Koman Coulibaly ( Mali) |
| 27 januari 2006 «onderlinge duels» 20:00 | Obodo 57' Mikel 60' |       |          | Port Said Stadium, Port Said Scheidsrechter: Koman Coulibaly ( Mali) |

|                                          |                  |       |               |                                                                          |
| 31 januari 2006 «onderlinge duels» 19:00 | Nigeria          | 2 – 1 | Senegal       | Port Said Stadium, Port Said Scheidsrechter: Jérôme Damon ( Zuid-Afrika) |
| 31 januari 2006 «onderlinge duels» 19:00 | Martins 79', 88' |       | S. Camara 58' | Port Said Stadium, Port Said Scheidsrechter: Jérôme Damon ( Zuid-Afrika) |

|                                          |             |       |                              |                                                                              |
| 31 januari 2006 «onderlinge duels» 19:00 | Ghana       | 1 – 2 | Zimbabwe                     | Ismailia Stadium, Ismaïlia Scheidsrechter: René Louzaya ( Congo-Brazzaville) |
| 31 januari 2006 «onderlinge duels» 19:00 | Adamu 90+2' |       | Ahmed 60' (e.d.) Benjani 68' | Ismailia Stadium, Ismaïlia Scheidsrechter: René Louzaya ( Congo-Brazzaville) |

## Knock-outfase
|  | kwartfinale             | kwartfinale             |                     |        | halve finale       | halve finale       |   |  | finale | finale |
|  |                         |                         |                     |        |                    |                    |   |  |        |        |
|  | 3 februari – Caïro      |                         |                     |        |                    |                    |   |  |        |        |
|  |                         |                         |                     |        |                    |                    |   |  |        |        |
|  | Egypte                  | 4                       |                     |        |                    |                    |   |  |        |        |
|  | Egypte                  | 4                       | 7 februari – Caïro  |        |                    |                    |   |  |        |        |
|  | Congo-Kinshasa          | 1                       |                     |        |                    |                    |   |  |        |        |
|  | Congo-Kinshasa          | 1                       | Egypte              | 2      |                    |                    |   |  |        |        |
|  | 3 februari – Alexandrië |                         | Egypte              | 2      |                    |                    |   |  |        |        |
|  |                         | Senegal                 | 1                   |        |                    |                    |   |  |        |        |
|  | Guinee                  | Senegal                 | 1                   | 2      |                    |                    |   |  |        |        |
|  | Guinee                  |                         | 10 februari – Caïro | 2      |                    |                    |   |  |        |        |
|  | Senegal                 | 3                       |                     |        |                    |                    |   |  |        |        |
|  | Senegal                 | 3                       | Egypte              | 0 (4)  |                    |                    |   |  |        |        |
|  | 4 februari – Caïro      |                         | Egypte              | 0 (4)  |                    |                    |   |  |        |        |
|  |                         | Ivoorkust               | 0 (2)               |        |                    |                    |   |  |        |        |
|  | Kameroen                | Ivoorkust               | 0 (2)               | 1 (11) |                    |                    |   |  |        |        |
|  | Kameroen                | 7 februari – Alexandrië |                     | 1 (11) |                    |                    |   |  |        |        |
|  | Ivoorkust               | 1 (12)                  |                     |        |                    |                    |   |  |        |        |
|  | Ivoorkust               | 1 (12)                  | Ivoorkust           | 1      | derde plaats       | derde plaats       |   |  |        |        |
|  | 4 februari – Port Said  |                         | Ivoorkust           | 1      | derde plaats       | derde plaats       |   |  |        |        |
|  |                         | Nigeria                 | 0                   |        | 9 februari – Caïro | 9 februari – Caïro |   |  |        |        |
|  | Nigeria                 | Nigeria                 | 0                   | 1 (6)  | 9 februari – Caïro | 9 februari – Caïro |   |  |        |        |
|  | Nigeria                 |                         |                     |        |                    | Senegal            | 0 |  |        |        |
|  | Tunesië                 | 1 (5)                   |                     |        |                    | Senegal            | 0 |  |        |        |
|  | Tunesië                 | 1 (5)                   | Nigeria             | 1      |                    |                    |   |  |        |        |
|  |                         |                         | Nigeria             | 1      |                    |                    |   |  |        |        |

### Kwartfinale
|                                          |                             |       |                                    |                                                                                                 |
| 3 februari 2006 «onderlinge duels» 15:00 | Guinee                      | 2 – 3 | Senegal                            | Harras El-Hedoud Stadium, Alexandrië Toeschouwers: 17.000 Scheidsrechter: Coffi Codjia ( Benin) |
| 3 februari 2006 «onderlinge duels» 15:00 | Diawara 24' Feindouno 90+5' |       | Diop 61' Niang 83' H. Camara 90+3' | Harras El-Hedoud Stadium, Alexandrië Toeschouwers: 17.000 Scheidsrechter: Coffi Codjia ( Benin) |

|                                          |                                                    |       |                       |                                                                                              |
| 3 februari 2006 «onderlinge duels» 19:00 | Egypte                                             | 4 – 1 | Congo-Kinshasa        | Cairo International Stadium, Caïro Toeschouwers: 74.000 Scheidsrechter: Modou Sowe ( Gambia) |
| 3 februari 2006 «onderlinge duels» 19:00 | A. Hassan 33', 89' (pen.) H. Hassan 39' Moteab 57' |       | El-Saqqa 45+2' (e.d.) | Cairo International Stadium, Caïro Toeschouwers: 74.000 Scheidsrechter: Modou Sowe ( Gambia) |

|                                          |                                                    |            |                                                                               |                                                                                              |
| 4 februari 2006 «onderlinge duels» 15:00 | Nigeria                                            | 1 – 1 (nv) | Tunesië                                                                       | Port Said Stadium, Port Said Toeschouwers: 10.000 Scheidsrechter: Eddy Maillet ( Seychellen) |
| 4 februari 2006 «onderlinge duels» 15:00 | Obinna 6'                                          |            | Haggui 49'                                                                    | Port Said Stadium, Port Said Toeschouwers: 10.000 Scheidsrechter: Eddy Maillet ( Seychellen) |
| 4 februari 2006 «onderlinge duels» 15:00 | Strafschoppen                                      |            |                                                                               | Port Said Stadium, Port Said Toeschouwers: 10.000 Scheidsrechter: Eddy Maillet ( Seychellen) |
| 4 februari 2006 «onderlinge duels» 15:00 | Yobo Taiwo Ayila Obinna Martins Mikel Enyeama Kanu | 6 – 5      | Namouchi Guemamdia Chedli Ben Achour Clayton Boumnijel Hadj Massaoud Bouazizi | Port Said Stadium, Port Said Toeschouwers: 10.000 Scheidsrechter: Eddy Maillet ( Seychellen) |

|                                          |                                                                               |            |                                                                                   | |
| 4 februari 2006 «onderlinge duels» 19:00 | Kameroen                                                                      | 1 – 1 (nv) | Ivoorkust                                                                         | Cairo Military Academy Stadium, Caïro Toeschouwers: 4.000 Scheidsrechter: Mohamed Guezzaz ( Marokko) |
| 4 februari 2006 «onderlinge duels» 19:00 | Meyong 95'                                                                    |            | B. Koné 92'                                                                       | Cairo Military Academy Stadium, Caïro Toeschouwers: 4.000 Scheidsrechter: Mohamed Guezzaz ( Marokko) |
| 4 februari 2006 «onderlinge duels» 19:00 | Strafschoppen                                                                 |            |                                                                                   | Cairo Military Academy Stadium, Caïro Toeschouwers: 4.000 Scheidsrechter: Mohamed Guezzaz ( Marokko) |
| 4 februari 2006 «onderlinge duels» 19:00 | Eto'o Geremi Atouba Ngom Meyong Makoun Song Saidou Douala Bikey Hamidou Eto'o | 11 – 12    | Drogba K. Touré B. Koné Faé A. Koné Kouassi Romaric Boka Zokora Zoro Tizié Drogba | Cairo Military Academy Stadium, Caïro Toeschouwers: 4.000 Scheidsrechter: Mohamed Guezzaz ( Marokko) |

### Halve finale
|                                          |                               |       |           |                                                                                                  |
| 7 februari 2006 «onderlinge duels» 19:00 | Egypte                        | 2 – 1 | Senegal   | Cairo International Stadium, Caïro Toeschouwers: 76.000 Scheidsrechter: Evehe Divine ( Kameroen) |
| 7 februari 2006 «onderlinge duels» 19:00 | A. Hassan 37' (pen.) Zaki 81' |       | Niang 52' | Cairo International Stadium, Caïro Toeschouwers: 76.000 Scheidsrechter: Evehe Divine ( Kameroen) |

|                                          |         |            |           | |
| 7 februari 2006 «onderlinge duels» 15:00 | Nigeria | 0 – 1      | Ivoorkust | Harras El-Hedoud Stadium, Alexandrië Toeschouwers: 21.000 Scheidsrechter: Jérôme Damon ( Zuid-Afrika) |
| 7 februari 2006 «onderlinge duels» 15:00 |         | Drogba 47' |           | Harras El-Hedoud Stadium, Alexandrië Toeschouwers: 21.000 Scheidsrechter: Jérôme Damon ( Zuid-Afrika) |

### Troostfinale
|                                          |         |           |         | |
| 9 februari 2006 «onderlinge duels» 18:00 | Senegal | 0 – 1     | Nigeria | Cairo Military Academy Stadium, Caïro Toeschouwers: 11.354 Scheidsrechter: Koman Coulibaly ( Mali) |
| 9 februari 2006 «onderlinge duels» 18:00 |         | Lawal 79' |         | Cairo Military Academy Stadium, Caïro Toeschouwers: 11.354 Scheidsrechter: Koman Coulibaly ( Mali) |

### Finale
|                                           |                                                     |            |                               |                                                                                   |
| 10 februari 2006 «onderlinge duels» 18:00 | Egypte                                              | 0 – 0 (nv) | Ivoorkust                     | Cairo Stadium, Caïro Toeschouwers: 80.000 Scheidsrechter: Mourad Daami ( Tunesië) |
| 10 februari 2006 «onderlinge duels» 18:00 |                                                     |            |                               | Cairo Stadium, Caïro Toeschouwers: 80.000 Scheidsrechter: Mourad Daami ( Tunesië) |
| 10 februari 2006 «onderlinge duels» 18:00 | Strafschoppen                                       |            |                               | Cairo Stadium, Caïro Toeschouwers: 80.000 Scheidsrechter: Mourad Daami ( Tunesië) |
| 10 februari 2006 «onderlinge duels» 18:00 | A. Hassan Abdelwahab Abdel Halim Ali Zaky Aboutrika | 4 – 2      | Drogba K. Touré B. Koné Eboué | Cairo Stadium, Caïro Toeschouwers: 80.000 Scheidsrechter: Mourad Daami ( Tunesië) |

| Afrikaans kampioenschap voetbal Winnaar 2006 |
| -------------------------------------------- |
| EGYPTE 5de titel                             |

## Doelpuntenmakers
5 doelpunten
- Samuel Eto'o

4 doelpunten
- Ahmed Hassan

- Pascal Feindouno

- Francileudo dos Santos

3 doelpunten
- Emad Moteab

- Flávio

- Didier Drogba

2 doelpunten
- Mohamed Aboutreika
- Albert Meyong Ze
- Ousmane Bangoura

- Kaba Diawara
- Obafemi Martins

- Henri Camara
- Mamadou Niang

1 doelpunt
- Norberto Maurito
- Geremi
- Lomana LuaLua
- Tresor Mputu
- Arouna Koné
- Bakari Koné
- Yaya Touré
- Hossam Hassan
- Mido
- Amr Zaki
- Baba Adamu

- Matthew Amoah
- Sambégou Bangoura
- Abdusalam Khames
- Garba Lawal
- John Obi Mikel
- Victor Nsofor Obinna
- Christian Obodo
- Taye Ismaila Taiwo
- Issa Ba
- Souleymane Camara

- Papa Bouba Diop
- Mohamed Kader
- Mamam Cherif Touré
- Selim Ben Achour
- Riadh Bouazizi
- Karim Haggui
- James Chamanga
- Christopher Katongo
- Elijah Tana
- Benjani Mwaruwari

Eigen doelpunt
- Abdel-Zaher El-Saqua (Tegen Congo-Kinshasa)
- Issah Ahmed (Tegen Zimbabwe)